# 寅次郎的故事39 寅次郎物语
《寅次郎的故事39 寅次郎物语》（日语：男はつらいよ 寅次郎物語）是一部1987年上映的日本喜剧电影，亦是《寅次郎的故事系列》的第三十九部剧场版作品。由山田洋次导演，渥美清、倍赏千惠子、前田吟、下条正巳、三崎千惠子、秋吉久美子等等主演。于1987年12月26日上映。

## 剧情简介
佐藤秀吉来到寅屋，他告诉大家是父亲在临终前嘱咐他来投奔父亲的好朋友阿寅的。孩子的妈妈早就离开家到外面的旅馆里打工挣钱，她对自己不争气的丈夫再也没有信心了。阿寅急忙回家料理一切，他考虑到孩子的情况最好与妈妈取得联系，就带上孩子按照线索一路找去。他们一家一家地找，一直没有结果。孩子在途中生病了，住在隔壁的隆子小姐热心地帮助阿寅照顾孩子，他们请来的医生误以为他们就是孩子的父母，就直呼“孩子他爸”和“孩子他妈”。渐渐地，他们喜欢上这样的称呼，彼此开起了玩笑，却不想让电话那一端的樱花弄得一头雾水。 

## 本片看点
一向随意、没有责任感的阿寅，在他四海为家、浪迹天涯的岁月中，一件件巧遇似乎是老天让这位心地善良的好人，以他的点滴努力，呼唤人间无私的真情。只是有情人阿寅却总是与婚姻无缘，和本该属于自己的恋情失之交臂。一次次的失落，不过和日出日落一样，明天太阳还会升起。

## 主要演员
- 车寅次郎：渥美清
- 诹访樱：倍赏千惠子
- 高井隆子：秋吉久美子
- ふで：五月绿
- 秀吉：伊藤祐一郎
- 车龙造（外甥）：下条正巳
- 车つね（姑妈）：三崎千惠子
- 诹访博：前田吟
- 桂梅太郎（社长）：太宰久雄
- 源公：佐藤蛾次郎
- 诹访满男：吉冈秀隆
- 桂明美：美保纯
- 御前样：笠智众
- 警官：イッセー尾形
- 长吉（翠山荘主人）：笹野高史
- ポンシュウ：关敬六
- 船长：须磨啓
- 松井真珠店的女将（君子）：河内桃子
- 先生：松村达雄
- 客店的女佣（大阪）：正司敏江

## 奖项
该电影荣获第12届日本电影金像奖的4个提名奖项，包括最佳导演奖、最佳女配角奖、最佳编剧奖和最佳录音奖。
- 第12届日本电影金像奖最佳导演奖／山田洋次
- 同・最佳女配角奖／秋吉久美子
- 同・最佳编剧奖／山田洋次、朝间义隆
- 同・最佳录音奖／松本隆司、铃木功
- 第1届日刊体育电影大奖最佳男主角奖／渥美清

### 英文
- . 英国电影协会.   [2015-12-11]. （原始内容存档于2012-10-18） （英语）.
- . Complete Index to World Film.   [2015-12-11]. （原始内容存档于2016-03-04） （英语）.
- 互联网电影数据库（IMDb）上《Otoko wa tsurai yo: Torajiro monogatari (1987)》的资料（英文）

### 德文
- . www.molodezhnaja.ch.   [2015-12-11]. （原始内容存档于2016-03-04） （德语）.

### 日文
- . www.allcinema.net.   [2015-12-11]. （原始内容存档于2016-03-04） （日语）.
- . 日本电影院数据库（日本文化厅）.   [2015-12-11]. （原始内容存档于2012-03-11） （日语）. 外部链接存在于|publisher= (帮助)
- . 日本电影数据库.   [2015-12-11]. （原始内容存档于2016-03-03） （日语）.
- . 电影旬报.   [2015-12-11]. （原始内容存档于2012-03-24） （日语）.

### 中文
- . 豆瓣电影.   [2015-12-11]. （原始内容存档于2016-03-07）.